# Mèrope (filla de Cípsel)
Segons la mitologia grega, Mèrope (en grec antic Μερόπη), era la filla de Cípsel, rei d'Arcàdia.
Es va casar amb l'heràclida Cresfontes, amb el qual tingué tres fills. Cípsel l'havia donat en matrimoni a Cresfontes per garantir-se l'aliança amb els Heràclides i conservar el tron d'Arcàdia.
En el repartiment del Peloponès que van fer els heràclides, a Cresfontes li va tocar Messènia. Mèrope és la protagonista d'una tragèdia d'Eurípides, avui perduda, però que es pot reconstruir. Cresfontes, que en altres tradicions havia mort per una revolta dels seus súbdits, en aquesta tragèdia era mort per Polifontes, un dels heràclides, que també va matar els dos fills grans de Cresfontes i es va casar amb la vídua, Mèrope, en contra de la seva voluntat. Mèrope havia aconseguit salvar el fill petit, Èpit, enviant-lo a Etòlia, amb uns amics. Va seguir en contacte amb ell a través d'un servidor que feia els viatges secretament, però Polifontes va saber que el fill no havia mort, i va donar ordre de què el busquessin, perquè li representava una preocupació tenir lliure un possible venjador. Va oferir una quantiosa recompensa a qui matés Èpit. El noi, però, havia crescut i s'havia proposat venjar el seu pare i els seus germans. Va adoptar el nom de Telefontes i es va presentar davant del rei per demanar-li la recompensa, ja que assegurava haver matat Èpit. El rei no se'l va creure gaire, però li va demanar que es quedés al palau en qualitat d'hoste mentre ell se n'informava. Mentrestant, Mèrope va parlar amb el criat que feia de mitjancer entre mare i fill, que va dir-li que no sabia on era Èpit, i que havia desaparegut uns dies abans. Mèrope no va dubtar que l'estranger acollit per Polifontes havia matat el seu fill, i una nit va entrar a l'habitació on dormia el fals Telefontes per matar-lo. Ja tenia el braç aixecat amb el ganivet, quan es presentà el criat i l'aturà. Li va dir que aquell era el seu fill Èpit. Llavors mare i fill van convenir en la manera de matar Polifontes. Mèrope es va vestir de dol de manera molt ostensible i Polifontes ja no va tenir dubtes de la mort d'Èpit. A més, Mèrope, que s'havia mostrat fins aquell moment molt distant amb el rei, va acostar-se-li com si hagués perdut tota esperança i es resignés a la seva sort. El rei, amb alegria, es va preparar per celebrar un sacrifici en acció de gràcies i va invitar el fals Telefontes com a hoste d'honor demanant-li que immolés la víctima. Però, a l'altar, en lloc de sacrificar l'animal, el jove va clavar el punyal al cor de Polifontes, venjant així la sort del seu pare i dels seus germans, i també el llarg patiment de la seva mare. Després es va proclamar rei, cosa que li va ser molt fàcil.